# SFERIC Terrassa
L'SFERIC Terrassa és un club de bàsquet de la ciutat de Terrassa, al Vallès Occidental. Disputa els seus partits, tant dels equips base com del senior, en el Pavelló SFERIC, del carrer Faraday.

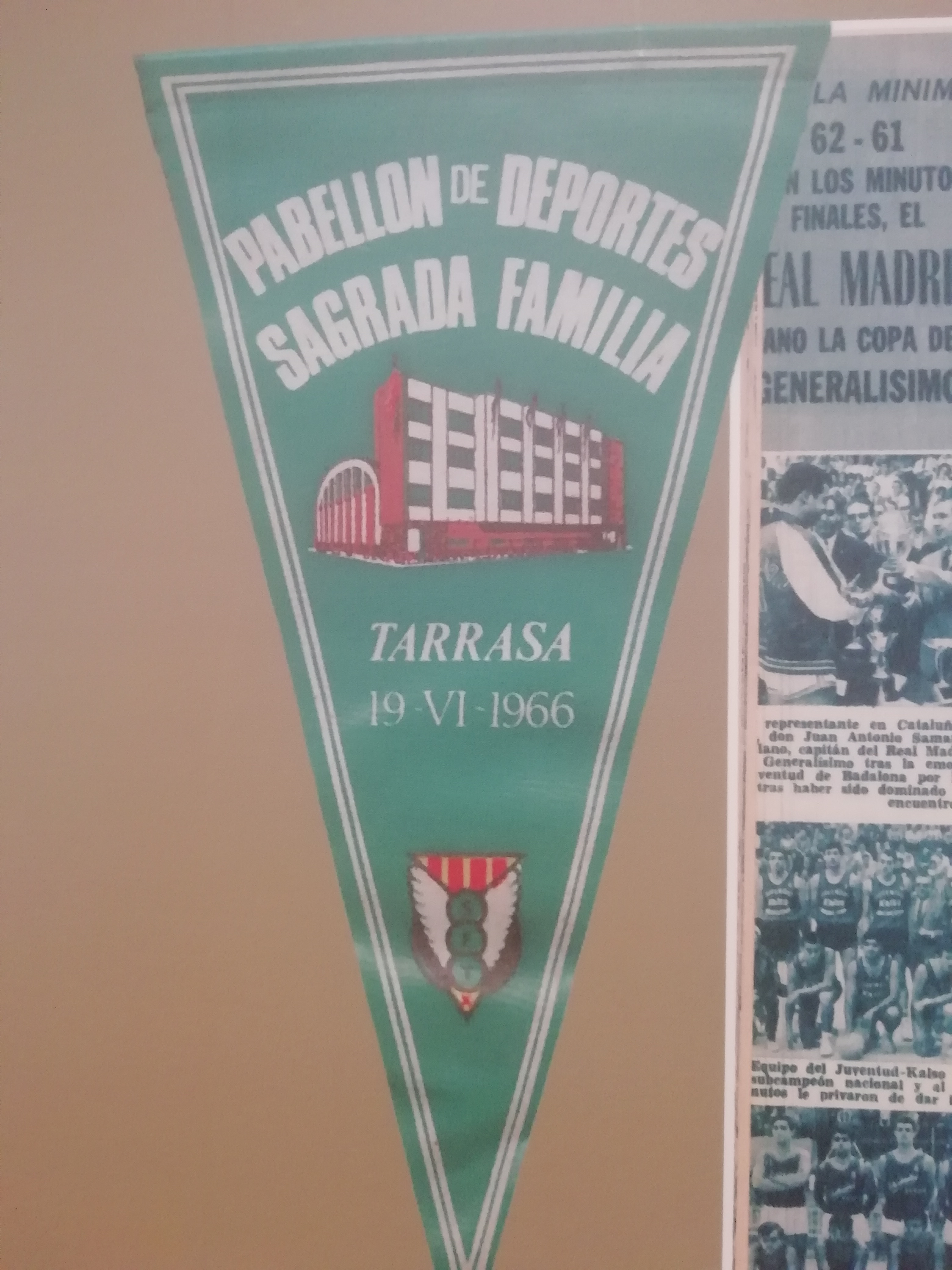
Banderí del Sagrada Família de Terrassa.

Els orígens del club estan molt vinculats al barri de Ca n'Aurell i en concret a l'activitat de la seva parròquia, la Sagrada Família. De fet, encara avui conserva el nom de l'indret on es va crear: Sagrada Família Esportiva Recreativa i Cultural (SFERIC). Actualment conta amb 16 equips de bàsquet base i del senior (SFERIC OMNIFECT) competint a segona catalana. És també l'organitzador d'un dels quintos tradicionals catalans més importants de la ciutat de Terrassa, juntament amb el Torneig de Cadets: un dels més importants de tota Catalunya, on hi participen equips de màxim nivell.
El club es va fundar el 1932 amb el nom de S.F. Terrassa, amb la pionera secció de bàsquet. En el mes de setembre de 1963 es fusiona amb el Sémolas Espona, passant a denominar-se «Sagrada Família Sémolas Espona». El 19 de juliol del 1966 es va inaugurar el pavelló d'esports de la Sagrada Família, al carrer de Faraday, on van tenir lloc les finals del XXX campionat d'Espanya de bàsquet. El 1973 el club passa a anomenar-se SFERIC.
La secció d'hoquei va començar a competir la temporada 1950-1951, per la qual cosa es considera uns dels precursors d'aquest esport tant a Catalunya com a l'Estat espanyol. El 1973 el club passa a anomenar-se AGRUPACIÓ SFERIC i l'any 2019 el club de bàsquet i el d'hoquei se separen: el club de bàsquet canvia de logotip, passa a anomenar-se C.E. Sferic Bàsquet i torna a convertir l'equipació blanca com a principal i la verda com a segona.